# Гейман, Александр Александрович
Александр Александрович Гейман (26 августа 1866, Российская империя — 1939, Кикинда) — русский генерал-лейтенант, участник гражданской войны.

## Биография
Александр Гейман родился 26 августа 1866 года.
Образование получил в Тифлисском кадетском корпусе (1884). Окончил 3-е Александровское училище (1886). В двадцать лет был произведён в чин хорунжего. Всю долгую военную службу провел с кубанскими пластунами. 
В 1912 году окончил офицерскую стрелковую школу.
Во время Первой мировой войны командовал 14-м Кубанским пластунским батальоном (с 19.08.1914), 8-м Кубанским пластунским батальоном (с 05.05.1915), 2-м Кубанским пластунским батальоном (21.09.1915-02.1917). Полковник (28.02.1915), генерал-майор (02.10.1917). Командир 506-го пехотного Почаевского полка (1917). Командир 3-й Кубанской пластунской бригады (1917).
В феврале 1918 привёл 3-ю Кубанскую пластунскую бригаду на Кубань. В феврале 1918 в Моздоке был убит его брат, офицер. В апреле 1918 года под Майкопом, на одном из казачьих хуторов, образовал повстанческий центр, куда стали собираться казаки, готовые к бою с красными. С ними помог кубанцам 26 августа овладеть Майкопом. В освобожденном городе командовал гарнизоном.
В октябре 1918 присоединился с ними к частям генерала Покровского. Генерал-лейтенант (30.11.1918). Во время борьбы за Казачью Идею[неизвестный термин] — командир 2-й Кубанской пластунской отдельной бригады (15.11.1918-11.1919). На Кубани Гейман был одним из немногих в то время старших казачьих начальников, поддерживавших Кубанскую Раду в борьбе с А. И. Деникиным за отдельную Кубанскую армию. Находясь в Русской Армии генерал-лейтенанта П.Н.Врангеля, должности не получил.
В эмиграции (в Сербии) с 1920 года. Был лоялен по отношению к национальному порыву Вольных Казаков и печатался в их боевом журнале «Вольное Казачество». Среди казаков-эмигрантов в Югославии слыл за блестящего знатока казачьего прошлого, был хорошим рассказчиком и выделялся своей культурностью. На темы о казачьем мирном и военном быте Гейман напечатал много рассказов также в журналах «Казачья Думы», «Казачий Путь», «Пути Казачества».
Болел астмой и умер в нужде, на койке сербского старческого дома города Великая Кикинда в 1939 году.

## Награды
- Кавалер ордена Святого Георгия IV класса (23 мая 1916).